# テスココ
テスココ(テツココとも。Texcoco)は、メキシコ・メヒコ州にある市。メキシコシティの28km北東に位置している。人口は10万5165人（2010年）。
テスココ湖の東岸に位置し、テノチティトラン、トラコパン（現在の名称はタクバ、Tacuba）とともにいわゆるアステカ王国（三都市同盟、エシュカン・トラトロヤン）を構成する中心都市の一つであった。中央メキシコ高原地域において、アステカ帝国の都テノチティトランに次ぐ大きさであった。
16世紀のナワトル語ではテツココ(Tetzcoco)と呼ばれていたが、その意味は明らかでない。アステカ文字ではしばしば石(tetl)と壺(comitl)で表しているが、これは語源ではなく、テツココの音を語呂合わせによって示したものと考えられる。
テスココはテスココ湖の東に住むアコルワの中心都市であり、西のアスカポツァルコを中心都市とするテパネカと並んでメキシコ盆地の主要な勢力であった。アスカポツァルコのテソソモクはテスココと戦って勝ち、1418年にテスココのトラトアニであったイシュトリルショチトルが殺された。イシュトリルショチトルの子のネサワルコヨトルは、テソソモクの死後に起きた継承争いに乗じて、テノチティトランのイツコアトル、およびトラコパンと同盟を組んでアスカポツァルコを攻め滅ぼした。これによってテパネカにかわってアステカがメキシコ盆地の主要な勢力になった。
メソアメリカの都市調査で、スペイン征服前のテスココの人口は2万4000人に達していて、450ヘクタールの土地を支配していた。16世紀前半にペドロ・デ・ガンテ(Pedro de Gante)により、アメリカ大陸最初の欧州系の学校がここに建てられた。